# Teen Suicide
Teen Suicide es una banda de indie rock estadounidense de Silver Spring, Maryland.

## Historia
Teen Suicide se formó en 2009 y su primera publicación fue la recopilación bad vibes forever (2011), la cual constó de "algunos de los primeros demos". Desde su formación hasta su ruptura en 2013, la banda funcionaba como un dúo con Sam Ray como vocalista y guitarrista, Eric Livingston en la batería, y ocasionalmente acompañados por varios miembros no oficiales como Alec Simke y Caroline White.
En febrero del año siguiente, publicaron un EP titulado DC snuff film. Su siguiente publicación fue un EP de tres canciones titulado goblin problems, que fue lanzado en junio de 2012. Un álbum de larga duración titulado waste yrself también fue producido en esos días, pero quedó incompleto. En cambio, las pistas pretendidas para el álbum estuvieron incluidas en el álbum recopilatorio titulado rarities, unreleased stuff, and cool things. En septiembre de 2012, Teen Suicide publicó su álbum debut de larga duración titulado i will be my own hell because there is a devil inside my body. En estos tiempos, Alec Simke se convirtió en un miembro de tiempo completo de la banda. En noviembre de 2012, Teen Suicide lanzó otro EP titulado hymns antes de anunciar su ruptura. Tocaron en dos espectáculos en diciembre de 2012 y en enero de 2013, y luego se separaron.
En febrero de 2013, la banda publicó una recopilación en Bandcamp tituló rarities, unreleased stuff, and cool things. El 27 de diciembre tuvieron un show con Elvis Depressedly en la gira de Crying. La banda se reunió nuevamente "en un capricho" para tocar en un show secreto en el "Charm City Art Space in Baltimore". Ellos posteriormente se reunieron para tocar en cuatro shows de reencuentro desde el 27 de febrero hasta el 2 de marzo con Special Explosion y Sorority Noise, ahora con un line-up presentando a Raya, Smike, John Toohey en la guitarra, y Brian Sumner en la batería.
Una canción nueva de Teen Suicide titulada "Pavement" fue presentada en Topshelf Records en 2014. En enero de 2015, la banda firmó con Run for Cover Records para la versión extendida y resmasterizada de i will be my own hell because there is a devil in my body, DC snuff film and waste yrself, con las dos grabaciones iniciales hechas sencillos.
A pesar de que su actitud hacia grabar y publicar no era lo central desde su reformación, Teen Suicide contribuyó con una canción nueva a Paper Trail Record titulada Thanks for Listening. Luego ellos publicaron un 7" titulado Sonic Youth el 6 de noviembre de 2015. Aun así, Sonic Youth no fue oficialmente atribuido a la banda. De diciembre de 2015 a enero de 2016, muchos demos aparecidos en los medios de comunicación de la banda con anterioridad al anuncio de un álbum doble nuevo titulado It's a Big Joyous Celebration, Let's Stir the Honeypot que fue lanzado el 1 de abril. A pesar de que varios discográficas, incluyendo Run for Cover Records, se habían referido al nuevo álbum de la banda como su último álbum, la banda indicó que no se aproximaba una nueva ruptura.
Además, Teen Suicide se embarcó en una visita con Say Anything Museum Mouth, y mewithoutYou, empezando en el 20 de abril.

## Miembros
Actual
- Sam Ray – voz, guitarra (2009–2013, 2013–presente)[16]
- Sean Mercer – batería (2014–presente)
- Kitty Ray – voz (2018–presente)

Anterior
- Eric Livingston – batería (2009–2013)
- Caroline White – viola, coros (2012–2013)
- Alec "Torts" Simke – bajo (2012–2013, 2013–presentes)
- Brian Sumner – batería (2013–2014)
- John 'J2' Toohey – guitarra, coros (2013–2016)

## Discografía

### Álbumes de estudio
- i will be my own hell because there is a devil inside my body (2012)
- It's the Big Joyous Celebration, Let's Stir the Honeypot (2016)
- honeybee table at the butterfly feast (2022)

### Recopilaciones
- bad vibes forever (2011)
- rarities, unreleased stuff, and cool things (2013)
- dc snuff film / waste yrself (2015)
- Rarities, B-Sides, Demos, Outtakes, & Secret Songs... 2009-2019 (2019)

### EPs
- DC snuff film (2012)
- goblin problems (2012)
- waste yrself (2012)
- hymns (2012)
- Bonus EP (2016)[17]